# 拜占斯足球俱乐部
拜占斯足球俱乐部（Α.Γ.Σ. Βύζας Μεγάρων），希腊墨伽拉市的一个足球俱乐部。该俱乐部成立于1928年。

## 历史
1928年，一群学生创建了拜占斯足球俱乐部，俱乐部得名于古代希腊墨伽拉的英雄—拜占斯。